# ایبرایوو (شهرستان آئورگازینسکی، باشقیرستان)
ایبرایوو (به لاتین: Ibrayevo) یک منطقهٔ مسکونی در روسیه است که در باشقیرستان واقع شده‌است.